# Loyola tripunctata
Loyola tripunctata är en insektsart som beskrevs av Banks 1924. Loyola tripunctata ingår i släktet Loyola och familjen guldögonsländor. Inga underarter finns listade i Catalogue of Life.